# Градієнт

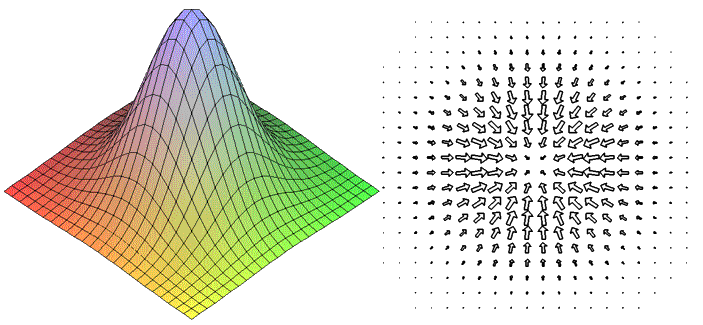
Операція градієнта перетворює пагорб (ліворуч), якщо дивитися на нього зверху, на поле векторів (праворуч). Видно, що вектори спрямовані «вгору», і чим крутіший нахил, тим вони довші.

Градіє́нт, ґрадіє́нт — міра зростання або спадання в просторі якоїсь фізичної величини на одиницю довжини.
Для позначення градієнта використовується оператор Гамільтона {\displaystyle \nabla }, або оператор {\displaystyle \operatorname {grad} }.

## Математичне формулювання
Градієнт, як завжди вважають, — векторна величина, яка визначає в кожній точці простору не лише швидкість зміни, а й напрямок найшвидшої зміни функції, що залежить від координат. Але при замінах координат градієнт перетворюється інакше, ніж вектор, і тому його не можна розглядати як справжній вектор.
Для скалярного поля {\displaystyle U(x,y,z)\,} градієнт визначається формулою
{\displaystyle \nabla U=\mathrm {grad} \,U={\frac {\partial U}{\partial x}}\mathbf {i} +{\frac {\partial U}{\partial y}}\mathbf {j} +{\frac {\partial U}{\partial z}}\mathbf {k} }
де {\displaystyle \mathbf {i} }, {\displaystyle \mathbf {j} }, {\displaystyle \mathbf {k} } — орти системи відліку.
Це означення узагальнюється на простори будь-якої розмірності
{\displaystyle \nabla U=\sum _{i}{\frac {\partial U}{\partial x_{i}}}\mathbf {e} _{i}}.

## Приклади

### Градієнт скалярного поля
Градієнт скалярного поля — вектор, проєкціями якого на координатні осі є частинні похідні функції, яка описує дане поле. Практичне тлумачення полягає в тому, що він визначає напрям, у якому задане скалярне поле змінюється найшвидше.

### Градієнт тиску
Градієнт тиску — втрата тиску на одиниці довжини шляху руху рідини (газу).

### Градієнт метановості вугільних шахт
Градієнт метановості вугільних шахт — приріст середньої відносної газовості вугільних шахт при зануренні гірничих робіт в зону метанових газів. Здебільшого вимірюється в м3/т при заглибленні на 1 або 100 м.